# 藤原親輔
藤原 親輔（ふじわらの ちかすけ、長寛元年〈1163年〉 - 元仁元年〈1224年〉7月26日）は、平安時代後期から鎌倉時代前期にかけての公卿。坊門家。

## 官歴
- 承安2年（1172年）：従五位下
- 建久5年（1194年）：宮内権少輔
- 建久6年（1195年）：従五位上
- 建久8年（1197年）：対馬守
- 正治2年（1200年）：三河守
- 建仁2年（1202年）：正五位下
- 元久3年（1206年）：従四位下、修理権大夫
- 承元2年（1208年）：従四位下
- 建暦2年（1212年）：従三位
- 建保2年（1214年）：左京大夫
- 建保5年（1217年）：信濃権守
- 承久3年（1221年）：大宰大弐
- 貞応元年（1222年）：正三位

## 系譜
- 父：藤原信隆
- 兄：藤原信定
- 兄：坊門隆清
- 兄：坊門信清
- 兄：坊門信行